# A Esperança Está Onde Menos Se Espera
A Esperança Está Onde Menos Se Espera (Portugiesisch für: Die Hoffnung ist dort, wo man sie am wenigsten erwartet) ist eine Filmdrama des portugiesischen Regisseurs Joaquim Leitão aus dem Jahr 2009.

## Handlung
Francisco Figueiredo ist ein erfolgreicher Fußballtrainer und lebt mit seiner attraktiven Frau Helena und dem pubertierenden Sohn Lourenço in einer großen Villa in einem gehobenen Wohnviertel von Cascais. Auf dem Höhepunkt seiner Popularität erreicht er mit seinem Verein schließlich das portugiesische Pokalfinale und die Aufmerksamkeit des ganzen Landes. Dann aber geht das Spiel verloren, weil Francisco aus Ehrgefühl und Anstand einen klar unrechtmäßigen Elfmeter nicht zum Sieg nutzt. Daraufhin überwirft er sich mit dem korrupten Vereinspräsidenten und bekommt auf dessen Betreiben hin auch keine neue Anstellung bei anderen Klubs.
Nun bricht seine mittellos gewordene Familie auseinander: seine Frau Helena verlässt ihn in Richtung Angola, um dort ihr eigenes Auskommen zu finden, während Sohn Lourenço die Privatschule und seine dortigen Freunde verlassen muss. An seiner neuen, öffentlichen Schule in Cova da Moura, einem sozialen Brennpunkt, findet er zunächst keinen Anschluss und wird als vermeintlich verwöhnter, arroganter Weißer aus wohlhabendem Haus von den neuen Mitschülern, mit überwiegend kapverdischem Migrationshintergrund, angegangen.
Während sich Lourenço langsam mit seinem Mitschüler Mané anfreundet und dessen Schwester Kátia näher kommt, fällt sein Vater Francisco immer tiefer und lebt zunehmend in sich gekehrt, in der Erinnerung an glückliche Zeiten. Bei allen eigenen Problemen und trotz des ständigen Streits beginnt Lourenço nun zu begreifen, in welcher verzweifelten Lage sich sein Vater in Wirklichkeit befindet und welche Entbehrungen er heimlich auf sich nimmt, ihm zuliebe.
Angesichts des nun vollends abgestürzten Vaters übernimmt Lourenço die Initiative: er verkauft seine geliebte Gitarre und sorgt für den hilflosen Vater. Er übt sich im Rap, bemüht sich um Kátia und gewinnt neue Freunde, die ihm und seinem Vater Unterschlupf bieten, als ihre Villa in Cascais nach den ausgebliebenen Kreditraten zwangsgeräumt wird.
In dem einfachen und problembehafteten, aber ehrlichen und herzlichen Umfeld taut den Vater langsam auf, vor allem aber holt ihn die unnachlässige Zuwendung seines Sohnes zurück in die Realität, und die beiden fangen an, wie zu Lourenços Kinderzeiten wieder Fußball zusammen zu spielen.
Danach beginnt Francisco, die Mannschaft von Cova da Moura zu trainieren, findet dabei zu seinen alten Qualitäten zurück, und führt das Team zu ersten überraschenden Erfolgen. Die Anerkennung lässt ihn wieder sein altes Selbstvertrauen finden, und auch Lourenço genießt die neu gewonnene Harmonie mit seiner Freundin und dem wieder zum Leben erwachten Vater, der nun erkennbar seinen Anstand und seine Würde zurückgewinnt. Lourenço lehnt sogar die Einladung seiner Mutter, zu der er täglich Kontakt per Chat hat, nach Angola ab, weil er gerade nicht weg möchte.
Als Vater Francisco nun wieder erste Angebote von Vereinen erreichen, lehnt er mit Verweis darauf ab, dass er hier gerade glücklich sei und ebenfalls nicht weg möchte. Im Kreise seiner neuen Nachbarschaft findet er auch wieder zu einem innigen Verhältnis zu Lourenço, und der Film endet.

## Produktion und Rezeption
Der Film wurde im Großraum Lissabon (v. a. im Viertel Cova da Moura und in Cascais) gedreht und von der Produktionsgesellschaft MGN Filmes produziert, in Koproduktion mit dem öffentlich-rechtlichen portugiesischen Fernsehsender RTP und finanzieller Unterstützung der portugiesischen Filmförderung ICA und des Medienunternehmens ZON/Lusomundo.
Als Filmmusik sind ganz überwiegend Lieder von Musikern des portugiesischen Hip-Hops wie Sam The Kid, NIgga Poison, Sir Scratch, Luanda Cozetti und anderen zu hören, aber auch eine Reihe Lieder des kapverdischen Musikers Gilyto Semedo und eine Coverversion der Xutos & Pontapés durch die Schülerband des Hauptdarstellers Carlos Nunes und seinen Schulfreunden.
Der Film wurde in einer Vorpremiere am 8. September 2009 im Cinema São Jorge in Lissabon vorgestellt und kam am 12. September 2009 in die portugiesischen Kinos. Mit 41.135 Zuschauern wurde er ein Publikumserfolg (noch 2015 unter den erfolgreichsten 30 portugiesischen Filmen seit 2004). Er war danach für den Globo de Ouro 2010 für den Preis als bester Film nominiert.
A Esperança Está Onde Menos Se Espera erschien 2010 bei ZON/Lusomundo als Doppel-DVD mit umfangreichem Bonusmaterial.